# Besné

Localització de Besné

Besné (en bretó Gwennenid) és un municipi francès, situat a la regió de país del Loira, al departament de Loira Atlàntic, que històricament ha format part de la Bretanya. L'any 2006 tenia 2.237 habitants. Limita amb els municipis de Donges, Pontchâteau, Prinquiau i Crossac.

## Demografia
| 1962                                       | 1968  | 1975  | 1982  | 1990  | 1999  |
| ------------------------------------------ | ----- | ----- | ----- | ----- | ----- |
| 1.332                                      | 1.440 | 1.636 | 2.062 | 2.059 | 2.039 |
| Des de 1962: població sense dobles comptes |       |       |       |       |       |

## Administració
| Període   | Identitat      | Partit |
| --------- | -------------- | ------ |
| 1983-2008 | Alain Peny     | UDF    |
| 2008-     | Sylvie Cauchie |        |